# Набухаднезар II
Набухаднезар II (клинопис: , хебр. נְבוּכַדְנֶאצַּר; приближно 630. п. н. е. — приближно 561. п. н. е.) јесте најмоћнији владар Нововавилонскога царства. Започео каријеру у војсци као чиновник и дошао на престо после смрти свог оца (610). Напао је Јудеју и освојио Јерусалим. Обновио је путеве, храмове у Вавилону. По веровању, за своју жену Семирамиду изградио је висеће вртове у Вавилону који се убрајају у Седам светских чуда Старог света.

## Име
Набухаднезар име у акадском је Nabû-kudurri-uṣur и обично се преводи као: „О Наву брани моје кудуру“ - Наву је вавилонски бог мудрости и син главног бога Мардука. Значење речи “кудуру” је нејасно и као “кудуру” је означавана камена табла са натписом која је служила као гранични камен и као споменик на значајне догађаје. Уједно се ове речи спајају и са изразима „aplu“ (наследник) и „šumu“ (потомство). Данас се историчари приклањају преводу који гласи „О Наву охрањуј моје потомство“.
Сумерска верзија Набухаднезаровог имена је na.nig.du.uri и na.nig.du.šeš.
Набухаднезар није био први владар са овим именом у Вавилону. Набухаднезар II је владао у Средњовавилонској империји од 1124. до 1103. године п. н. е. Овај Набухаднезар је своје порекло одводио чак од старих сумерских краљева и вероватно је краљ Набухаднезар II био прозван по својем славном претходнику. 
У Библији се име појављује у две варијанте. Чешће  נְבוּכַדְנֶצַּר (N’bukadnesar), и ређе נְבוּכַדְרֶאצַּר  (N’buchadresar) које се јавља у књигама Јеремије и Езекије.
Септуагинта употребљава грчко име Ναβουχοδονοσορ (Nabuchodonosor), а грчки пишући Вавилоњанин Беросос назина Набухаднезара Ναβοκοδροσσορος (Nabokodrossoros).

## Родбина
Набухаднезар је био најстарији син и наследник Набополосара, првог краља Нововавилонске империје пореклом вероватно халдејског начелника (он сам је изјављивао да не потиче из владајуће династије), којему је успело да искористи вакуум у ослабљеној асирској империји на њено уништење и обнављање независности Вавилоније. На основу Бероса је Набухаднезар узео за жену медијску принцезу Амитис кћерку или унуку медијског краља Кијаксареса, чиме се спојио са медијском краљевском породицом. Медијска принцеза сигурно није била једина супруга моћнога краља али имена даљих његових супруга нису позната. У документима су познати његових даљих седам потомака.
- Амел-Мардук = крунски принц, владао је после свога оца али кратко, заклан је од свога шурјака Нериглисара
- Еана-шара-усур = титулисан као краљевски принц из документа 18.-те године владавине Набухаднезар II
- Мардук-шума-усур = титулисан као краљевски принц из документа 40-те и 42-ге године владавине Набухаднезара II
- Мардук-надин-ахи = краљевски принц
- Мушезиб-Мардук = краљевски принц
- Мардук-надин-шуми = краљевски принц
- Кашаја = Навукодоносерова кћерка супруга Нериглисара (Nergal-šarra-ussura), који је добио трон после убиства Амел Мардука

Рођачке везе Набонида (Nabu-na’ida) према Набухаднезару није сасвом јасан. Могуће је да је ту ишло о његовог сина. Као веродостојније је да се ради о мужу друге Навуходоносерове кћерке којој је име непознато. На основу књиге Данијел био је и Белашазар Набухаднезаров син али како се употребљава израз „мару“ могао је да значи и како син тако и унук и вероватно да се ради о сину Набонида што би требало да значи да је био Набухаднезаровом унуку.

## Политички успеси
Још за владе свога оца Нововавилоњани су поробљавали делове египатских области како Палестину и Сирију и једним од главних војсковођа био је управо Навукоденезор II. 605. године п. н. е. је поробио стратешки град Кархемиш на Еуфрату са египатском посадом а затим и целу Палестину и Сирију. Ове битке су означиле крај Асиријске империје и губитак утицаја египатског на Средњи исток.
После смрти свога оца 605. п. н. е. постао је Нововавилонски краљ и владао до 562. године п. н. е. Већ као краљ је наставио борбу са Сиријом а 601. године п. н. е. је неуспешно покушао да пороби Египат. 587. године је поробио Јерусалим (када га је потпуно уништио) и када је било много становника Јерусалима одведено у ропство у Вавилон. После 585. године п. н. е. слично током 13 година опседа Тирос. 585. године је успоставио мир са суседним Медијском и Лидском царством. Тада је Нововавилонија досегла свој највећи максимум по снази и величини империје. Империја је била организована према новоасирском узору. 
Набухаднезар се прославио и према својем градитељском делу. Дао је преградити Вавилон и градске зидине као и Вавилонску кулу односно зигурата у храмском саставу бога Мардука итд. У Вавилон је дао да се изгради и пут до Сирије које је служила за стратегијске циљеве као и за довожење луксузне робе у Вавилон.